# 林双盼
林岡（1918年—2010年），原名林雙盼，乳名阿盼，是出生於廈門鼓浪嶼的霧峰林家成員、抗日戰爭人物、中國共產黨黨員、教育工作者及外交家。

## 生平

### 早年生活
1913年，林祖密自臺灣攜帶家眷遷居廈門，並向當局申請撤銷其日本國籍，獲有關當局准許恢復其中華民國國籍，又投入於由孫中山所領導的革命活動；隨後，他被孫中山任命為國民革命軍閩南軍司令，成為該軍首位臺灣籍將官。
1918年，林雙盼出生於廈門鼓浪嶼三丘田林公館；往後，她在當地目睹父親持續從事國民革命活動，率領指導國民革命軍操練。
1925年，林祖密遭李厚基等刺殺身亡；為了經濟生活著想，母親郭玲瑜帶著她與手足們前往霧峰林家投靠。後來，雖受祖母楊水萍疼愛關照，但她對於家族中的傳統禮教束縛感到無法適應，又因皇民化運動等事件深刻體會受殖民統治的苦痛。

### 出走南京
1936年秋，林雙盼與其姐妹四人議定離家出走的計畫；但是，三個姐姐都在出發前反悔。隨後，她獨身自臺灣輾轉前往上海及南京，並在金陵大學遇到正在就學的姐姐林雙吉。在姐姐的幫助下，她入南京東方中學（臺北市私立東方高級工商職業學校前身）就讀；在努力學習下，她在半年內學會識聽中華民國國語，並因而得以與同學們交流互動，且學業成績也逐漸提升。

### 抗日行動
1937年七七事變爆發後，南京城內輿論譁然，她與同學因而離開學校參加南京學生抗日救援會，在當地四處宣傳抗日救國的道理，並組織群眾進行防空演習。後來，她更和兩個要好的同學一起報名加入第九傷兵醫院，在津浦鐵路上以及山東泰安地區救護安撫前線傷患並向其宣傳抗日思想；但是，在院方阻止下，她們被迫調離。隨後，她們離開傷兵醫院，她更獨自前往南京城四處尋覓姐姐與兄長林正亨；後來，她在疲累而走投無路的情況下借宿於一間學校裡，但又隨後在入夜後決定隨著人群離開南京城，並因而躲過發生於隔日的南京大屠殺。不久，她抵達長沙與姐姐會合，又考入專為流亡學生開辦的「第三中學」，並隨著學校前往貴州銅仁。1938年春，她在第三中學認識美術教員劉天偉等人，並受其帶領參加於「讀書會」，大量閱讀左派思想書籍，又參與於傳播其內容思想，更組織同學與校內三民主義青年團勢力進行鬥爭；不久，有關當局注意到相關事件，並因而派出特務混入校內，又開出「黑名單」要求校方開除其學籍且主動出面進行逮捕。為此，劉天偉等人建議眾人前往重慶及延安尋求參與中國共產黨。抵達重慶後，她與同學被負責中國共產黨當地婦女工作的張曉梅安排前往重慶婦女難民服務隊工作，並因其辦公室設在曾家巖「周公館」而近距離接觸到周恩來與葉劍英等人。

### 戰後生活
抗日戰爭結束後，她在八路军驻重庆办事处認識了董必武的政治秘書及《新華日報》社特派記者魯明，並在魯明跟隨其上司調任南京「梅園八路軍辦事處」後被上調到《新華日報》社南京辦事處擔任編輯，又在當地為她與魯明舉行婚禮。婚禮上，董必武、周恩來、鄧穎超、葉劍英等人紛紛為他們簽名證婚。隨著解放軍逐漸推進，《新華日報》的記者們紛紛要求上前線隨軍採訪，她也因而決定進行自然流產以加入行列；但是，鄧穎超隨後得知並予以制止，周恩來也因而安排她到條件較好的部隊任職。後來，她一路跟隨中國共產黨中央組織自太行山、西柏坡進入中南海。
1958年，中華人民共和國中央機關決定選調一批幹部支援北京市的教育事業，北京市委教育部長廖沫沙因而尋求她前往協助，她也隨即答應並出任北京市第十二女子中學（前身為貝滿女中）校長，並在任內因其爽朗性格受到師生喜愛。
文化大革命結束後，她自五七干校返回北京，並在復職後隨丈夫出使科威特；當時，她在當地積極舉辦聚會邀請各國大使夫人前往中國大使館拜訪，又在聚會中藉著越劇《紅樓夢》、小提琴協奏曲《梁祝》、電影《五朵金花》向其推廣中國文化。期間，她曾與身為科威特駐日本大使夫人的其堂姐妹偶遇並相認。

### 思鄉晚年
晚年，她在北京過著優渥的生活，並經常在自宅接待許多來自臺灣地區的親友；而且，每當有人自臺灣到訪時，她都會仔細問起霧峰老家的情況。此後，她曾數度欲返回霧峰探親，但都在申請時遭到中華民國政府所拒絕。1995年後，她決定不再向中華民國政府提出申請，但是依舊十分想念家鄉。2008年，中華民國政府終於開放陸客團體訪臺，但是她已因病終日臥床。

## 家庭
她與魯明結婚，並育有林力等子女。

## 家族
- 林正亨（哥哥）

## 軼事
- 她在生前特別懷念家鄉的芭樂。[4]
- 她曾對許多人不知父親林祖密的事蹟感到十分難過。[4]